# Catalunya – Veneçuela (25-03-2019)
La selecció catalana de futbol disputà un partit amistós contra la selecció de Veneçuela el 25 de març de 2019 a l'estadi de Montilivi de Girona.
La selecció catalana va derrotar Veneçuela, que feia pocs dies havia guanyat l'Argentina de Messi, amb gols de Bojan Krkic i Javi Puado. El jugador de l'Espanyol va donar la victòria als de Gerard López quan el temps s’exhauria, en un partit que significava el retorn als terrenys de joc de la selecció catalana, que portava dos anys sense jugar.

## Partit
A la primera part les dues seleccions van estavellar quatre pilotes als pals, però no van marcar cap gol. Després d'un inici intens de la selecció catalana, Veneçuela, jugant al contraatac, va xutar al travesser en el minut 14. Edgar Badia va evitar la rematada de Soteldo, però la jugada va continuar amb una rematada de Murillo al pal. Poc després el jugador de l'Espanyol, Rosales, va tornar a rematar al pal. Novament al minut 40 Rosales va topar amb el pal després d'un gran llançament de falta. Poc abans, havia estat Gerard Piqué qui havia estavellat també en el travesser un llançament de falta, un Piqué molt aclamat durant tot el partit.
Els gols van arribar a la segona part. Catalunya es va avançar en el minut 8 de la represa. Riqui Puig, que acabava d'entrar per Piqué, va filtrar una excel·lent passada per Montoya, que amb un toc va superar el porter de Veneçuela perquè Bojan rematés a porteria buida. Al cap de poc però na mala cessió amb el cap de Montoya, la va aprofitar Rosales per batre Isaac Becerra per sota les cames.
Pere Milla i Marc Cardona van tenir a l'abast el segon de Catalunya, però van topar amb el porter veneçolà. I quan semblava que el partit s’hauria de decidir des del punt de penal, va arribar el gol de Javi Puado, després d'una centrada d'Aleix García a falta de dos minuts per al final.

## Fitxa tècnica
| Catalunya                        | 2 - 1               | Veneçuela           |
| -------------------------------- | ------------------- | ------------------- |
| Bojan Krkić 53' · Javi Puado 89' | FCF Mundo Deportivo | 59' Roberto Rosales |

| Catalunya | Veneçuela |

| CATALUNYA:     |  |                   |     |     |
|                |  |                   |     |     |
| PO             |  | Edgar Badia       |     | 45' |
| DF             |  | Aleix Vidal       |     | 63' |
| DF             |  | Gerard Piqué      |     | 51' |
| DF             |  | Marc Bartra       |     | 45' |
| DF             |  | Dídac Vilà        |     | 45' |
| CC             |  | Joan Jordán       |     | 45' |
| CC             |  | Àlex Granell      |     | 45' |
| CC             |  | Pere Pons         |     | 45' |
| CC             |  | Óscar Melendo     |     | 45' |
| DV             |  | Sergio García (c) |     | 35' |
| DV             |  | Bojan Krkić       |     | 63' |
| Banqueta:      |  |                   |     |     |
| PO             |  | Isaac Becerra     |     | 45' |
| DF             |  | Marc Cucurella    |     | 45' |
| DF             |  | Marc Muniesa      | 84' | 45' |
| DF             |  | Martín Montoya    |     | 45' |
| CC             |  | Víctor Sánchez    |     | 45' |
| CC             |  | Oriol Romeu       |     | 45' |
| CC             |  | Riqui Puig        |     | 51' |
| DV             |  | Javi Puado        |     | 63' |
| DV             |  | Pere Milla        |     | 35' |
| DV             |  | Marc Cardona      |     | 63' |
| Seleccionador: |  |                   |     |     |
| Gerard López   |  |                   |     |     |

| VENEÇUELA:     |  |                       |  |     |
|                |  |                       |  |     |
| PO             |  | Wuilker Faríñez       |  | 45' |
| DF             |  | Alexander González    |  | 78' |
| DF             |  | Yordan Osorio         |  |     |
| DF             |  | Jhon Chancellor       |  |     |
| DF             |  | Roberto Rosales       |  |     |
| CC             |  | Tomás Rincón (c)      |  | 45' |
| CC             |  | Júnior Moreno         |  |     |
| CC             |  | Yangel Herrera        |  |     |
| CC             |  | Yeferson Soteldo      |  | 60' |
| CC             |  | Jhon Murillo          |  | 60' |
| DV             |  | Josef Martínez        |  | 60' |
| Banqueta:      |  |                       |  |     |
| PO             |  | Rafael Romo           |  | 45' |
| DF             |  | Ronald Hernández      |  | 78' |
| CC             |  | Luis Manuel Seijas    |  | 45' |
| CC             |  | Darwin Machís         |  | 60' |
| CC             |  | Juanpi Añor           |  | 60' |
| DV             |  | Jhonder Cádiz         |  | 81' |
| DV             |  | Fernando Aristeguieta |  | 60' |
| Seleccionador: |  |                       |  |     |
| Rafael Dudamel |  |                       |  |     |